# Étymographie
L’étymographie, du grec ἔτυμος étumos (« véritable ») et de γράφειν gráphein (« écrire »), est l'étude des origines d'une graphie.